# Oriska
Oriska is een plaats (city) in de Amerikaanse staat North Dakota, en valt bestuurlijk gezien onder Barnes County.

## Demografie
Bij de volkstelling in 2000 werd het aantal inwoners vastgesteld op 128.
In 2006 is het aantal inwoners door het United States Census Bureau geschat op 116, een daling van 12 (-9,4%).

## Geografie
Volgens het United States Census Bureau beslaat de plaats een oppervlakte van
0,7 km², geheel bestaande uit land. Oriska ligt op ongeveer 387 m boven zeeniveau.

## Plaatsen in de nabije omgeving
De onderstaande figuur toont nabijgelegen plaatsen in een straal van 28 km rond Oriska.